# 洪口镇
洪口镇，是中华人民共和国四川省巴中市通江县下辖的一个乡镇级行政单位。2020年5月，撤销董溪乡、澌波乡和九层乡，将原董溪乡、原澌波乡和原九层乡九层社区、兆园山村、袁家庙村、向家寨村、苟家寨村、闫家垭村、冯家坝村所属行政区域划归洪口镇管辖。

## 行政区划
洪口镇下辖以下地区：
洪口街道社区、永安坝村、余家湾村、牟家坝村、古岭寨村、刘家坪村、铺丝坪村和侯家院村。